# Ricardo Monteagudo
Ricardo Monteagudo Monteagudo (Cusco, 27 de enero de 1926 - Lima, 24 de octubre del 2005) fue un ingeniero y político peruano. Dirigente de Acción Popular, fue senador por la región Cusco en dos periodos no consecutivos y presidente de la Cámara de Senadores del Perú desde 1983 hasta 1984.

## Biografía
Ricardo Monteagudo nació en la ciudad del Cusco, el 27 de enero de 1926. Fue hijo del doctor Ricardo Monteagudo Canal y de Asunción Monteagudo Valencia. A los 6 años pasó a residir en la ciudad de Lima, a raíz de que su padre fuera elegido diputado por el Cusco del Congreso Constituyente de 1931-1936. En dicha ciudad cursó su educación primaria en el Colegio Champagnat del distrito de Miraflores. De regreso a su ciudad natal, cursó su educación secundaria en el Colegio Salesiano del Cuzco. 
Se trasladó nuevamente a Lima para estudiar en la Escuela Nacional de Ingenieros (actual Universidad Nacional de Ingeniería), donde obtuvo el título de ingeniero civil en 1946. Se consagró a su profesión. 
Durante el gobierno del general Manuel Odría fue nombrado presidente de la Sociedad de Beneficencia Pública del Cusco (1954-1957). En esta ciudad ejerció también como presidente de la Sociedad de Ingenieros y de la Sociedad Agropecuaria.
El 29 de mayo de 1955 contrajo matrimonio con Noemí Valdez Marín, con quien tuvo cuatro hijos.

## Trayectoria política
Ricardo Monteagudo incursionó también en la política como militante de Acción Popular, partido político fundado en 1955 por el arquitecto Fernando Belaúnde Terry. En el año 1956 fue miembro del Comité Departamental del Cusco que lanzó la primera candidatura presidencial de Belaúnde. 
En las elecciones parlamentarias de 1963 fue elegido senador por el Cusco. Sin embargo, no culminó su mandato legislativo debido al golpe de Estado militar de Juan Velasco Alvarado en octubre de 1968. Durante el gobierno militar, en más de una ocasión tuvo que asumir la dirección de su partido, cuyos principales prohombres se vieron sometidos a la persecución y carcelería. En agosto de 1974, tras la expropiación de los diarios de circulación nacional, organizó y participó en los actos de protesta realizados en el distrito de Miraflores en defensa de la libertad de prensa. Muchos de los manifestantes, entre ello el mismo Monteagudo, terminaron en prisión. A raíz de este episodio, Monteagudo fue conocido como el “Montonero”.
En el año 1980, con el retorno de la democracia, fue nuevamente elegido senador de la república para el periodo 1980-1985. En esta ocasión, fue presidente de la Comisión de Vivienda y Construcción; presidente de la Comisión de Energía y Minas; presidente de la Comisión Investigadora de Narcotráfico y presidente de la Comisión de Relaciones Exteriores. Asimismo, fue elegido presidente de la Cámara de Senadores para la legislatura 1983-1984. También se convirtió en el primer presidente del Parlamento Andino.
En 2001, durante el gobierno de transición de Valentín Paniagua, fue nombrado miembro del Comité Especial encargado de entregar en concesión al sector privado la construcción, operación y explotación del Aeropuerto Internacional de Chinchero (Cusco), llegando poco después a ser presidente. Gracias a su gestión se logró que, ya bajo el gobierno de Alejandro Toledo, se declarara de interés nacional la construcción de dicho Aeropuerto.

## Fallecimiento
El 24 de octubre de 2005, mientras esperaba en su antigua oficina en la Sala Manco Cápac del Congreso de la República el inicio de una ceremonia en homenaje del ilustre pensador Víctor Andrés Belaúnde, sufrió un ataque cardíaco. Fue trasladado de emergencia a la Clínica Internacional de Lima, donde poco después se certificó su deceso. El 26 de octubre recibió el homenaje del Congreso de la República, cuyo presidente, Marcial Ayaipoma, resaltó las virtudes cívicas y la trayectoria política de Monteagudo. También fue homenajeado por el expresidente y correligionario de partido, Valentín Paniagua.